# Down by the River
„Down by the River“ je píseň kanadského hudebníka Neila Younga. Ten uvedl, že píseň, stejně jako „Cinnamon Girl“ a „Cowgirl in the Sand“, napsal v deliriu při 39° horečce. Píseň původně vyšla na albu Everybody Knows This Is Nowhere (1969) a Younga v její nahrávce doprovázela kapela Crazy Horse v sestavě Danny Whitten (kytara), Billy Talbot (baskytara) a Ralph Molina (bicí). Původní nahrávka písně má přes devět minut, ale jde o zkrácenou verzi původního a mnohem delšího jamování. Young později píseň hrál například také sólově jen s akustickou kytarou a harmonikou, ale za doprovodu hudebníků někdy její délka dosáhla i více než třiceti minut. Například roku 2016 za doprovodu kapely Promise of the Real odehrál téměř 36minutovou verzi. Coververze písně nahrála řada hudebníků, mezi něž patří například Roy Buchanan a Buddy Miles.